# Technoclash
Technoclash är ett actionrollspel skapat av EA och utgivet 1993 till Sega Mega Drive.

## Handling
Trollkarlen Ronaan samt Farrg and Chaz är ute och letar efter en trollstav som stulits från deras hemland. Deras värld hotas av teknik, sedan en mystisk port uppenbarade sig i skyn. De skall bland annat ta sig genom Las Vegas, en bilskrot och en öken.

### Fotnoter
1. ↑  ”Technoclash” (på engelska). Mobygames. 12 mars 1993. http://www.mobygames.com/game/genesis/technoclash. Läst 7 juni 2014.